# Bellona (planetoïde)
(28) Bellona is een grote planetoïde in de planetoïdengordel tussen de banen van de planeten Mars en Jupiter. Bellona heeft een diameter van ongeveer 120,9 km en draait in 4,63 jaar om de zon, in een ellipsvormige baan die bijna 10° helt ten opzichte van de ecliptica. Tijdens haar omloop varieert de afstand tussen de planetoïde en de zon tussen de 2,366 en 3,190 astronomische eenheden.

## Ontdekking en naam
Bellona werd op 1 maart 1854 ontdekt door de Duitse sterrenkundige Robert Luther. Luther had eerder de planetoïden (17) Thetis en (26) Proserpina ontdekt en zou in totaal 24 planetoïden ontdekken.
Bellona is genoemd naar de Romeinse godin van de oorlog, Bellona. Deze naam werd gekozen vanwege het uitbreken van de Krimoorlog in maart 1854.

## Eigenschappen
Bellona is een S-type planetoïde, wat betekent dat ze een relatief helder oppervlak heeft (oftewel een hoog albedo) dat voornamelijk uit silicaten en metalen bestaat. Ze draait in 15 uur en 42 minuten om haar eigen as.